# Gare de Carteret
La gare de Carteret est une gare ferroviaire française de la ligne de Carentan à Carteret, située sur le territoire de la commune de Barneville-Carteret, dans le département de la Manche en région Normandie.

## Situation ferroviaire
Établie à 10 m d'altitude, la gare terminus de Carteret est située au point kilométrique (PK) 355,200 de la ligne de Carentan à Carteret, après la gare de Barneville.
La gare est en cul-de-sac, mais le bâtiment voyageurs est implanté parallèlement aux voies et non perpendiculairement en bout de ligne.

## Histoire
La Compagnie des chemins de fer de l'ouest met en service la gare de Carteret le 1er juillet 1889, lors de l'ouverture à l'exploitation de la deuxième section, de La Haye-du-Puits à Carteret de sa ligne de Carentan à Carteret.

## Service train touristique
L'association « Tourisme et Chemin de Fer de la Manche » (ATCM) prévoit dans ses horaires un arrêt du train touristique du Cotentin.